# Engystomops pustulosus
Engystomops pustulosus — вид земноводних родини свистунових (Leptodactylidae).

## Поширення
Вид поширений в Центральній та на півночі Південної Америки від Південної Мексики до Гаяни і Тринідаду і Тобаго. Трапляється у тропічних та субтропічних сухих лісах, саванах, пасовищах, у прісноводних болотах, ставках, канавах тощо.

## Опис

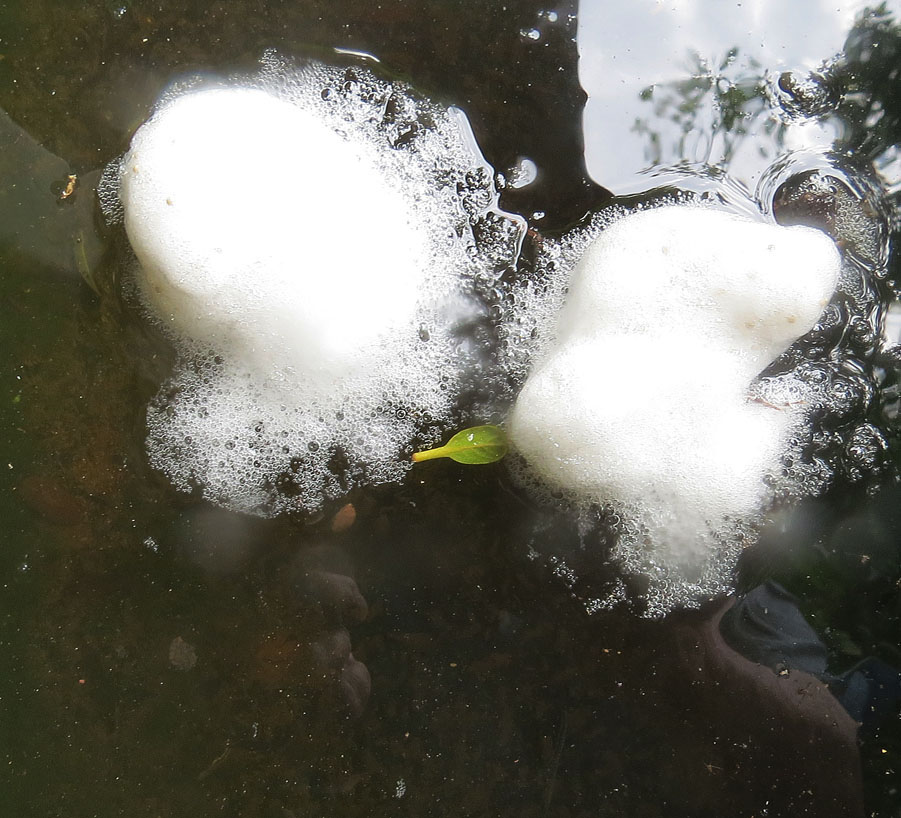
Пінне гніздо з ікрою

Тіло завдовжки 25-35 мм.

## Спосіб життя
Веде нічний спосіб життя. Живиться мурашками і термітами, яких шукає серед рослинних решток. У період розмноження самці гуртуються вночі у тимчасових водоймах. Самиця вибирає самця. Після амплексуса самець будує пінне гніздо, в яке відкладають ікру. Піноматеріал складається з білків і лектинів і, можливо, має антибактеріальні властивості. Декілька пар жаб можуть будувати спільне гніздо. У цьому випадку спершу будується «пліт», а потім жаби відкладають ікру в його центрі, при цьому чергуються відкладання ікри і формування піноматеріалу, а завершують процес створенням шару піни зверху ікри Пуголовки розвиваються у воді. Через чотири тижні завершується повне перетворення.